# Josep Fonollà i Sabater
Josep Fonollà i Sabater (Badalona, 1862-1933) va ser alcalde de Badalona en els períodes de 1905-1906 i de 1923-1924.
En el primer període, és escollit alcalde en funcions pel Govern Civil de Barcelona, fins a la celebració de les següents eleccions de 1906, per tal d'ocupar el buit de poder creat a partir de la suspensió de tots els regidors de l'Ajuntament arran d'una inspecció governativa, realitzada a principis de 1905, per irregularitats en la gestió del consistori durant l'etapa anterior, durant les alcaldies de Ramon Amat i Joaquim Costa, homes propers a Joaquim Palay, representant polític badaloní arquetípic de l'etapa de la Restauració.
En el segon període, instaurada la Dictadura de Primo de Rivera, destituïts els ajuntaments l'1 d'octubre de 1923, aquell mateix dia es fa una sessió extraordinària de Ple, a la qual assisteixen el comandant militar i el tinent de la Guàrdia Civil. En aquesta reunió de vocals s'escull alcalde Fonollà, que exercirà el càrrec fins al 24 de març de 1924, en què es renova el consistori per ordre governativa i ocupa l'alcadia Pere Sabaté i Curto.